# رومانتيكا (مسلسل)
رومانتيكا مسلسل سوري كوميدي رومانسي من إخراج مهند قطيش ومن إنتاج عام 2012.

## قصة المسلسل
كوميديا رومانسية قائمة على علاقات الحب وتدخّل القدر فيها، وسخريته منها أحياناً، والحكايات التي يتم تناولها هي عبارة عن يوميات لأشخاص يعيشون علاقات حب إلا أن أغلبها من طرف واحد

## الممثلون المشاركون
- جيني إسبر
- صفاء سلطان
- محمد حداقي
- محمد خير الجراح
- رنا شميس
- عاصم حواط
- جرجس جبارة
- ريم زينو
- زهير رمضان
- بشار إسماعيل
- عبد الله شيخ خميس
- مرح جبر
- نادين سلامة
- خالد القيش
- سوسن ميخائيل
- غادة بشور
- محمد قنوع
- ميريام عطا الله
- باسل حيدر
- محمد خاوندي
- مرام علي
- هنوف خربطلي
- علي رمضان
- هلا يماني